# سوسن سرخاب
روستای سوسن‌سُرخاب از توابع شهرستان مسجدسلیمان بخش اندیکا و در مسیر ورودی استان چهارمحال و بختیاری به خوزستان قرار دارد. این روستا دارای باغستان‌های ییلاقی است و از جاذبه‌های تفریحی و روستاهای نمونهٔ گردشگری این منطقه است. عمده‌ترین منابع تأمین اقتصادی این روستا به رغم جاذبه‌های گردشگری، شامل دامداری و کشاورزی است.
داستان سیلاب سوسن سرخاب
داستان غرق شدن مردم سوسن سرخاب در دوره امازاده سلطان ابراهیم (قرن سوم هجری) با نفرین آن امامزاده خبر از یک حادثه ناگهانی و ویران شدن سوسن سرخاب میدهد. در واقع دلیل نابودی مردم روستای سوسن سرخاب بر اثر یک سیل کوهستانی در نیمه های شب میباشد نه چیز دیگر، این حادثه در هزارسال پیش چنان دهشتناک بوده که هنوز بر سر زبانها جاری میباشد. با مطالعه جغرافیا و زمین شناسی سوسن سرخاب میتوان دلیل سیل تاریخی که منجر به کشته شدن مردم سوسن گردید را دریافت. چشمه معروف سوسن یک چشمه از نوع فشاری یا چشمه های آرتزین  می باشد. این چشمه ها بدلیل اختلاف ارتفاع بین سفره آب زیر زمینی و سطح خروجی چشمه سبب چشمه های پرفشار از نوع فورانی میشود. چشمه سوسن سرخاب از کوهای بالادست و غارها و تونل های آهکی کوهای آهکی بالادست دشت سوسن سرچشمه میگیرد. و دلیل سیل ناشی از آب این چشمه در هزارسال پیش را ناشی از مسدود شدن دهانه یا تونل آب در دل کوهستان بوسیله ریزش درون تونل کوه و ایجاد یک سفره یا مخزن بیشتر از  ده هزار متر مکعب آب در عمق زمین کوهستان بالا دست میشود. فشار ناشی از این مخزن بزرگ سبب شکسته سد ریزشی درون غار کوهستان میشود و حرکت ناگهانی و پر فشار آب چند هزار متر مکعبی سبب میشود که آب چشمه به ناگهان با شدت بسیار زیاد فوران میکند و آب تمام دشت را در برگرفته و سبب از بین رفتن مردم میشود. پس از نگاه علمی و زمین شناسی میتوان نتیجه گرفت دلیل آن رخداد بزرگ تاریخی سیلاب سوسن سرخاب به دلیل شکست سد طبیعی درون دل کوهستان می باشد. پس علم را به خرافات و تخیلات نفروشید.

## کمبود امکانات
کمبود امکانات این منطقه موجب کم‌رونقی گردشگری گردیده است. در حالیکه گردشگری می‌تواند از پارامترهای مهم در بهبود رفاه عمومی مردم این منطقه باشد.